# Stop a Greenwich Village
Stop a Greenwich Village (Next Stop, Greenwich Village) è un film del 1976 diretto da Paul Mazursky.
Fu presentato in concorso al 29º Festival di Cannes.

## Trama
Larry, giovane ventiquattrenne di New York, ha una madre iperprotettiva e un sogno: diventare un attore. Per sfuggire alle grinfie della prima e realizzare il suo desiderio si trasferisce a Greenwich Village dove conosce una grande varietà di persone: si trova una ragazza, Sarah, un lavoro come commesso e diventa amico di Bernstein, un nero omosessuale, Robert, un commediografo e la sua fidanzata Connie (che si invaghisce di Larry) e Anita, una giovane con manie suicide. Tra una visita alla madre e un provino la vita va avanti, Sarah resta incinta, ma decide di abortire e Anita si uccide. Poco dopo questi due eventi Larry viene lasciato dalla fidanzata che lo pianta per fuggire in Messico con gli altri tre. La vita non sembra sorridere al ragazzo, se non che una telefonata lo chiama ad Hollywood per un lavoro.